# Jean-Pierre Delarge
Pour les articles homonymes, voir Delarge.
Jean-Pierre Delarge, né le 22 janvier 1925 à Ixelles en Belgique et mort le 14 mars 2015 , à Paris, est un avocat, enseignant, éditeur et écrivain français d’origine belge. Il est l’auteur d'essais et du Dictionnaire des arts plastiques modernes et contemporains, paru en 2001, désigné aussi comme Le Delarge.

## Biographie
D’abord juriste, Jean-Pierre Delarge est docteur en droit en 1949 et avocat à la Cour de 1949 à 1956. Cofondateur de l'ICHEC Brussels management school, il y enseigne le droit jusqu’en 1961. En 1956, il abandonne la profession d'avocat pour reprendre une petite maison d’édition bruxelloise adossée à une grande librairie, les Éditions universitaires, où il publie Eugène Ionesco, Françoise Dolto ou le Dictionnaire d’histoire universelle, rédigé intégralement par Michel Mourre.
Aux prises avec des problèmes de diffusion et de distribution, Jean-Pierre Delarge crée une société de diffusion et de distribution (Diffédit) qui regroupe de nombreuses maisons d’édition, de sciences humaines principalement. 
Responsable, à partir de 1974, de différentes sections au Syndicat national de l'édition, consultant à la chambre de commerce internationale et à l'Unesco (1981-1986), créateur à la demande de Maurice Lévy des éditions de la Cité des sciences et de l'industrie de La Villette (1985-1990), et durant quinze ans chroniqueur à La Gazette de l'Hôtel Drouot, Jean-Pierre Delarge se consacre, à partir de 1990 et jusqu'à son décès en 2015, à la rédaction et aux mises à jour sur internet des notices de son dictionnaire en ligne, Le Delarge.